# Igneocumulus yuccae
Igneocumulus yuccae är en svampart som beskrevs av A.W. Ramaley 2003. Igneocumulus yuccae ingår i släktet Igneocumulus, ordningen köttkärnsvampar, klassen Sordariomycetes, divisionen sporsäcksvampar och riket svampar.   Inga underarter finns listade i Catalogue of Life.